# Ofensiva de Riga (1917)
La ofensiva de Riga, también llamada ofensiva de Jugla o Batalla de Riga (en alemán: Schlacht um Riga), tuvo lugar a principios de septiembre de 1917 y fue la última gran campaña en el frente oriental de la Primera Guerra Mundial antes de que el Gobierno provisional ruso y su ejército comenzaran a desintegrarse.
La batalla tuvo lugar en las orillas del río Mazā Jugla. Uno de las unidades principales implicadas era una brigada de 6,000 fusileros letones de la 2.ª unidad de Rifles Letones bajo la orden de Ansis Lielgalvis.

## Trasfondo
Los generales alemanes empezaron a prepararse para la batalla a principios de diciembre de 1916. Se decidió traspasar el río Daugava en Ikšķile y avanzar rápidamente hacia el norte y el noroeste. Esto tenía dos propósitos principales: Provocar la rendición del 12.º Ejército ruso y capturar Riga. Esto también brindaría el beneficio de enderezar la línea del frente alemana, lo que permitiría liberar varias divisiones alemanas y enviarlas a Francia, donde en última instancia se determinaría el destino de la guerra.

## La batalla
En la mañana del 1 de septiembre de 1917, después de un bombardeo de artillería de tres horas, los alemanes lanzaron el asalto y comenzaron la construcción de tres puentes de pontones de madera sobre el río Daugava, cerca de Ikšķile. 1159 cañones de artillería alemanes suprimieron por completo a 66 cañones rusos que se oponían. El fuego de artillería obligó a la División 186 rusa a retirarse de la orilla derecha del Daugava, lo que permitió a los alemanes cruzar con éxito el río. El comandante del 12.º Ejército, El general Parsky, ordenó al XLIII cuerpo de Ejército contraatacar la cabeza de puente. Para esta tarea desplegó cuatro divisiones de infantería así como la 2.ª unidad de Rifles Letones
Las fuerzas rusas, incluida la brigada letona, recibieron las órdenes en la tarde del 1 de septiembre y comenzaron a moverse desde Ropaži contra los alemanes. El 5.º Regimiento de fusileros letones de Zemgale alcanzó las posiciones alemanas fortificadas a lo largo del río Jugla a última hora de la tarde. Después del intenso bombardeo del 2 de septiembre al mediodía por la artillería alemana, comenzó el ataque alemán contra las posiciones de los fusileros letones. Los intensos combates comenzaron a lo largo de toda la línea frontal de 14 km de la cabeza de puente. Los alemanes utilizaron aviación, lanzallamas ataques con gas, pero a pesar de esto, los tiradores letones lograron contener el avance alemán durante 26 horas. Esto permitió que el 12.º Ejército ruso (incluida la 1.ª brigada de fusileros letones que todavía estaba en las posiciones del pantano de Tīrelis cerca de Olaine) se retirara de Riga con seguridad.
En la mañana del 3 septiembre se les ordenó a las unidades letonas que retrocedieran y tomaran nuevas posiciones defensivas cerca de Sigulda y Cēsis.

## Consecuencias
La Batalla de Jugla infligió grandes bajas a las unidades de fusileros letones. Los regimientos 5.º de Zemgale y 6.º de Tukums perdieron más de la mitad de su orden de batalla. Los regimientos 7.º de Bauskas y 8.º de Valmiera también sufrieron fuertes bajas. Riga se había perdido ante el avance alemán. Sin embargo, se había logrado un objetivo importante, ya que el 12.º Ejército ruso había logrado retirarse intacto de Riga y había logrado retirarse de manera segura a Vidzeme.